# Scutiger adungensis
Scutiger adungensis là một loài lưỡng cư thuộc họ Megophryidae.

Loài này có ở Myanmar và có thể cả Trung Quốc.

Môi trường sống tự nhiên của chúng là sông ngòi and Alpine đất ngập nước.